# 巴隆乡
巴隆乡，是中华人民共和国青海省海西蒙古族藏族自治州都兰县下辖的一个乡镇级行政单位。

## 行政区划
巴隆乡下辖以下地区：
托托牧委会、乌拉斯台牧委会、诺木洪牧委会、哈图牧委会、夏图牧委会、伊克高里牧委会、布洛格牧委会、科日农业村、河西村、清泉村、三合村、雅日哈图村、新隆村、河东村和科日牧业牧委会。